# Alice Penkala
Rosa Alice Penkala (geboren 8. Februar 1902 in Wien, Österreich-Ungarn als Alice Krausz; gestorben 19. Mai 1988 in Antibes) war eine emigrierte österreichische Journalistin und Schriftstellerin.

## Leben
Alice Krausz war eine Tochter des Arztes Sigmund Krauss, der auch Science-Fiction-Romane schrieb. Auch ihre zwei Jahre jüngere Schwester Edith Krausz war literarisch aktiv. Ihr Vater hatte seine Arztpraxis in Baden bei Wien, wo sie aufwuchs und das Lyceum und das Realgymnasium besuchte. Ab 1919 studierte sie Jura an der Universität Wien. Nebenher schrieb sie unter verschiedenen Pseudonymen Gedichte, Kurzgeschichten und Glossen, die sie in den Wiener Satirezeitschriften Faun und Die Muskete veröffentlichte. Ab 1923 schrieb sie auch für die Wiener Zeitung Der Tag. Das Jurastudium schloss sie 1925 ab, die anschließende Zeit als Rechtskonzipientin „heilte“ sie von dem Berufswunsch, und sie verlegte sich auf den Journalismus. Für die Zeitung Der Abend schrieb sie ab 1926 Gerichtsreportagen. Zwischen 1929 und 1931 arbeitete sie in Berlin bei Bruno Frei für die kommunistische Zeitung Berlin am Morgen in demselben Ressort. Unter dem Pseudonym Robert Anton erschien 1930 im Glöckner-Verlag ihr erster Kriminalroman Indizien. Ab 1933 baute sie mit ihrer Schwester Edith und Ernst Procopovici den „Österreichischen Zeitungsdienst“ auf, der Zeitungsredaktionen mit aktueller Gerichtsberichterstattung belieferte.
Nach dem „Anschluss Österreichs“ 1938 gelang der Schwester Edith Krausz die Ausreise nach England. Alice Krausz heiratete aus pragmatischen Gründen ihren Lebensgefährten Richard Charas. Im April 1939 bestiegen sie in Bremerhaven das Passagierschiff Cap Norte. Trotz gültiger Papiere für die Einreise nach Paraguay durften sie das Schiff in Buenos Aires und in Montevideo nicht verlassen und konnten erst bei der Rückfahrt in Boulogne-sur-Mer Land betreten. Die Hilfsorganisation HICEM organisierte für sie einen Transfer in die  Internationale Zone von Tanger, wo Richard Charas 1941 starb. Alice Charas schlug sich in Tanger mit Gelegenheitsarbeiten und als Kartenlegerin durch. 1943 heiratete sie den staatenlosen Polen Stany Penkala.
Alice Penkala ließ sich nach Kriegsende im Jahr 1946 in Tourrettes-sur-Loup bei Nizza nieder. Ihrem Literaturagenten Josef Kalmer gelang es, eine Vielzahl von Kurzgeschichten und einige Fortsetzungsromane in österreichischen Zeitungen unterzubringen. Einige Romane erschienen nur als Fortsetzungsromane, andere erzielten sehr hohe Buchauflagen. Kalmer machte auch die Vorgaben für den Stil ihrer „Riviera-Romane“: ein wenig Verbrechen, Pariser Bohème-Milieu und viel Sex, unter Titeln wie Rosen aus Montecarlo, Gefällt es Dir in Nizza, Sommer in Saint-Tropez, Die Liebenden von Cagnes, Das Glück der Yvette Durand, vorwiegend unter dem Autorennamen Anneliese Meinert. Ihre Kriegsromane hingegen konnte Kalmer bei den Verlagen nicht verkaufen, da in Österreich und Deutschland das Lesepublikum nicht an die braune Vergangenheit erinnert werden wollte.
Penkala schrieb circa 40 Romane und an die 1000 Kurzgeschichten. Daneben war sie auch als literarische Übersetzerin tätig.
Im Jahr 1958 erhielt sie wieder die österreichische Staatsbürgerschaft und besuchte erstmals wieder Wien und Baden, blieb aber an der Côte d’Azur wohnen, wo sie starb. Die Literaturwissenschaftlerin Christa Scheuer-Weyl verwaltete ihren Nachlass.
Pseudonyme

Sebastian Abendstern; Robert Anton; Ali Baby; Berta Bruckner; Anneliese Meinert; Alois Piringer; Rak; Raker; Sebastian; Walfisch; Wastl.

## Werke (Auswahl)
- Marion, das Rätsel der Sünde. Berlin: Delta-Verlag, 1930
- Madame Leroux. 1959
- Handlungsreisende. 1959
- Heimweh nach anderswo. 1960
- Vielgeliebte Therese. 1965
- Sylvia Sark: Glück auf Warramunga. Übersetzung Alice Penkala. Hamburg: Deutscher Literatur-Verlag Melchert, 1966
- Die silberne Maske. 1966
- Das Leben der Königin Christine von Schweden. 1966
- Anna und die Windmühlen. Schicksal in wirrer Zeit. 1967 Autobiografischer Roman.
- Sommer in Saint-Tropez. 1968
- Das Haus der Siebenschläfer. 1970
- Paris um 20 Murmeln. München: Schneekluth, 1971
- Urlaub auf Rezept verschrieben. München: Schneekluth, 1974
- Gespenst auf Urlaub. München: Schneekluth, 1977
- Die hölzerne Madonna. München: Schneekluth, 1978
- Schokolade für das Afrika-Corps. Roman. Graz: CLIO, 2016 (postum)
- Alice Penkala: Arbeiten und Überleben in Tanger. In: Margit Franz, Heimo Halbrainer (Hrsg.): Going east – going south: österreichisches Exil in Asien und Afrika. Clio, Graz 2014, ISBN 978-3-902542-34-2, S. 131f.
- Alice Penkala: Stadt des Friedens, in: Margit Franz, Heimo Halbrainer (Hrsg.): Going east – going south: österreichisches Exil in Asien und Afrika. Clio, Graz 2014, ISBN 978-3-902542-34-2, S. 133f.